# کوتارو ایبا
کوتارو ایبا (ژاپنی: 射庭 康太朗؛ زادهٔ ۷ دسامبر ۱۹۹۵) یک بازیکن فوتبال اهل ژاپن است.
از باشگاه‌هایی که در آن بازی کرده‌است می‌توان به باشگاه فوتبال مونتدیو یاماگاتا و باشگاه فوتبال ایواته گرولا موریوکا اشاره کرد.